# (9118) 1997 GD20
(9118) 1997 GD20 est un astéroïde de la ceinture principale découvert en 1997.

## Description
(9118) 1997 GD20 a été découvert le 5 avril 1997 à l'observatoire Magdalena Ridge, situé dans le comté de Socorro, au Nouveau-Mexique (États-Unis), par les astronomes du projet Lincoln Near-Earth Asteroid Research (LINEAR).

### Caractéristiques orbitales
L'orbite de cet astéroïde est caractérisée par un demi-grand axe de 3,3 UA, un périhélie de 2,19 UA, une excentricité de 0,28 et une inclinaison de 1,00° par rapport à l'écliptique. Du fait de ces caractéristiques, à savoir un demi-grand axe compris entre 2 et 3,2 UA et un périhélie supérieur à 1,666 UA, il est classé, selon la JPL Small-Body Database, comme objet de la ceinture principale.

### Caractéristiques physiques
(9118) 1997 GD20 a une magnitude absolue (H) de 13,2 et un albédo estimé à 0,241.